# Gustav Körting

Gustav Körting

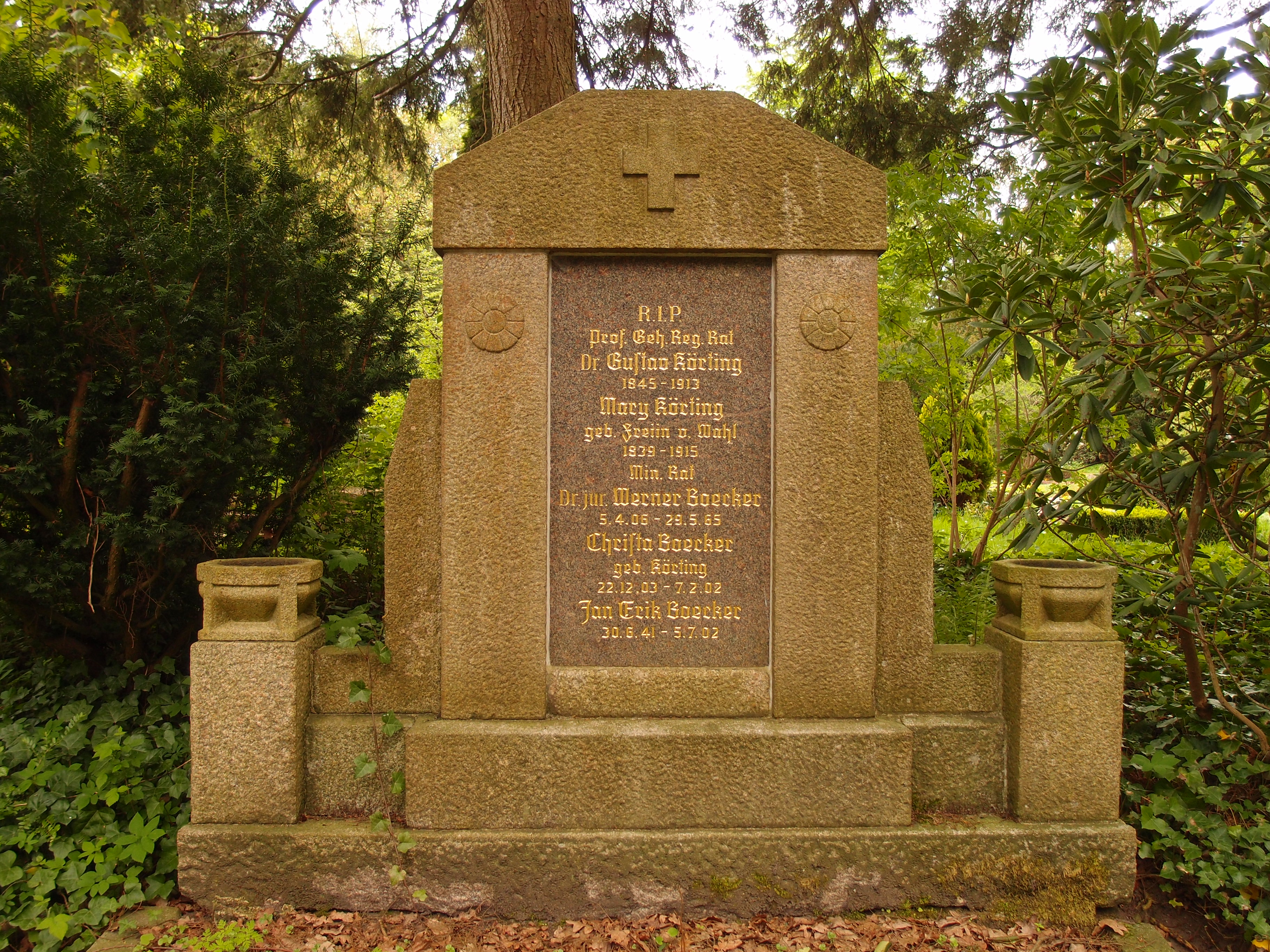
Grab von Gustav Körting auf dem Parkfriedhof Eichhof in Kiel

Gustav Körting (* 25. Juni 1845 in Dresden; † 1. Februar 1913 in Kiel) war ein deutscher Philologe, Romanist und Anglist.

## Leben und Werk
Körting studierte zwischen 1863 und 1867 in Leipzig Philologie und Geschichte. Er promovierte 1867 in Leipzig bei Adolf Ebert mit einer Untersuchung „Über die Quellen des Roman de Rou“. Er war dann Gymnasiallehrer in Plauen sowie an der Thomasschule zu Leipzig und der Kreuzschule in Dresden. Von 1876 bis 1892 war er (als Nachfolger von Hermann Suchier) ordentlicher Professor für romanische und englische Philologie an der Akademie in Münster. Hier war er 1877 Spiritus rector der Gründung des Akademisch-Romanischen Vereins, der späteren Philologischen Verbindung Guestphalia Münster im WKV, der er seit der Gründung als Ehrenmitglied angehörte.
Seit 1892 war er (als Nachfolger von Albert Stimming) ordentlicher Professor für romanische Philologie an der Universität Kiel.
Er gründete 1879 zusammen mit Eduard Koschwitz die „Zeitschrift für französische Sprache und Literatur“.
Sein Grab befindet sich auf dem Parkfriedhof Eichhof bei Kiel.
Der Philologe Heinrich Körting war sein Bruder.

## Schriften (Auswahl)
- Ueber die Quellen des Roman de Rou. 1867.
- Diktys und Dares: Ein Beitrag zur Geschichte der Troja-Sage. 1874.
- Petrarcas Leben und Werke. 1878. (Digitalisat)
- Geschichte der Literatur Italiens im Zeitalter der Renaissance. 3 Bände. 1878–84.
- Boccaccios Leben und Werke. 1880.
- Die Anfänge der Renaissanceliteratur in Italien. 1882.
- Enzyklopädie und Methodologie der romanischen Philologie. 1884–88.
- Grundriss der Geschichte der englischen Literatur. 1887. (5. Auflage. 1910)
- Lateinisch-romanisches Wörterbuch. Etymologisches Wörterbuch der romanischen Hauptsprachen. 1891. (3. Auflage. Paderborn 1907)
- Formenlehre der französischen Sprache. 1893–98.
- Geschichte des griechischen und römischen Theaters. 1897.
- Etymologisches Wörterbuch der französischen Sprache. 1908.